# 佐加頓斯體育會
佐加頓斯體育會（瑞典語：Djurgårdens Idrottsförening，IPA：[ˈjʉ̂ːrˌɡoːɖɛn]，缩写为Dif）是瑞典斯德哥尔摩的一家體育會。

## 名称
佐加頓斯體育會是以斯德哥尔摩的市区公元和市区動物園島命名的。这里本来是王家的狩猎场。佐加頓斯直译就是动物园的意思。佐加頓斯这个词和英语里鹿是同一个词源，因此本来它是鹿苑的意思。

## 历史
佐加頓斯體育會于1891年被一群斯德哥尔摩中心動物園島上的年轻运动员创办。大多数创办人是港口工人，在其早期时期它的成员也都是工人。而它的竞争者AIK足球隊则主要是中產階級。体育会一开始的重点是冬季運動和田径，但是很快就发展了其它部分，称为瑞典20世纪和21世纪最有成效的体育会之一。从1899年开始体育会参加足球联赛，很快就与当地的AIK足球隊成为竞争对手。
今天体育会最著名的部门是冰球和足球，冰球队共获16次瑞典冠军，足球队获12次瑞典冠军。其他著名的部门有班迪球、手球和软式曲棍球。2023年佐加頓斯體育會在25格不同体育项目中共获得470次瑞典冠军，是瑞典成就最高的体育会，其获得冠军的次数高于其主要竞争对手的总和。

## 徽章和颜色

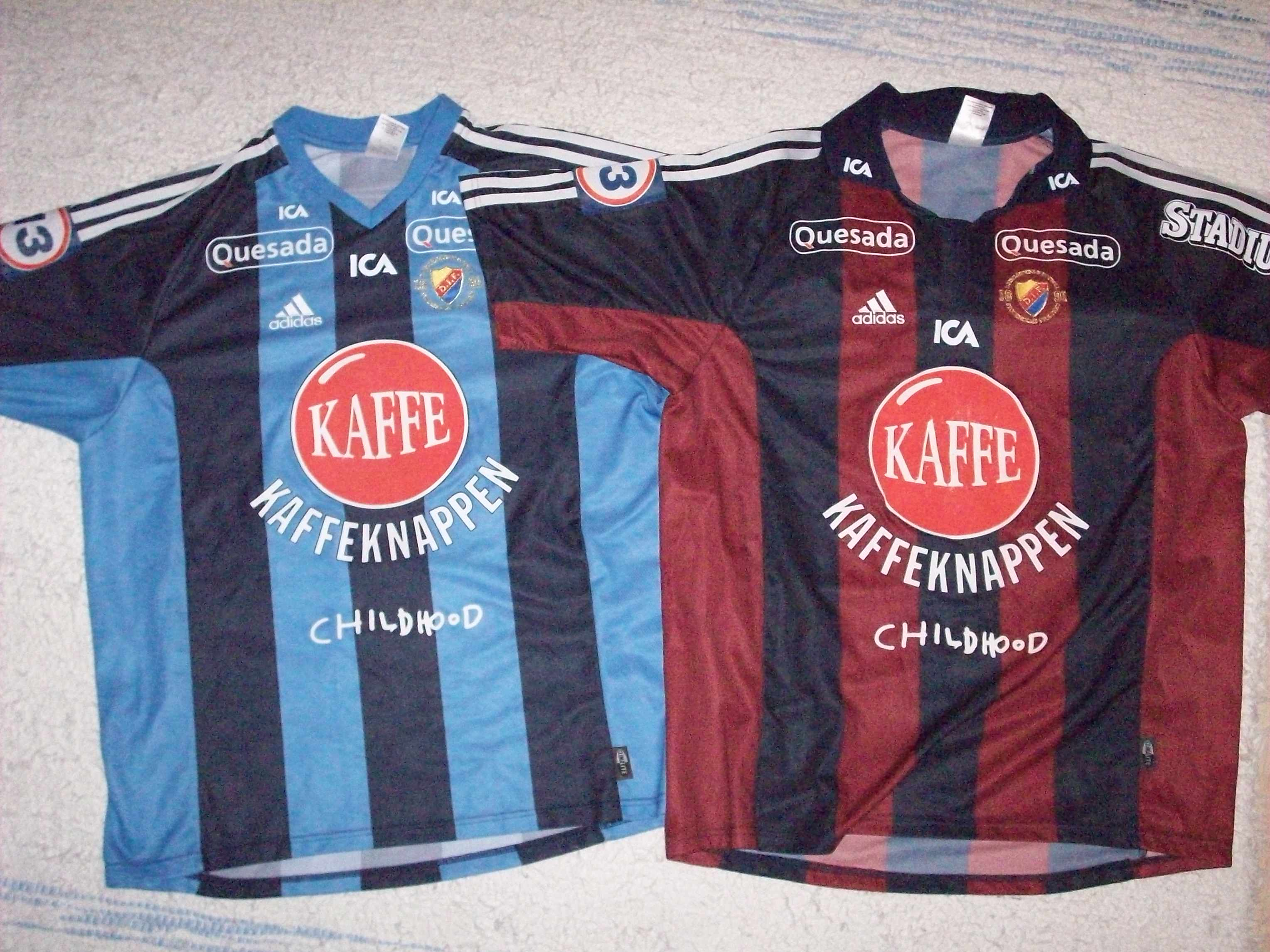
2002年佐加頓斯體育會在主场和在客场的足球球衣

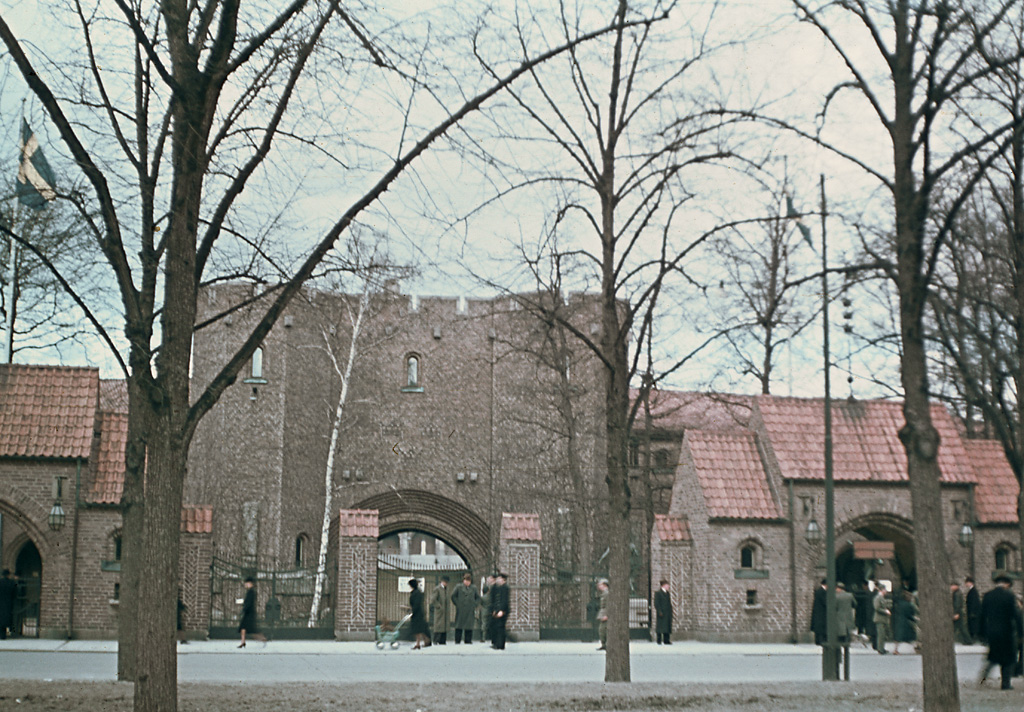
斯德哥爾摩奧林匹克體育場曾经数十年是佐加頓斯體育會足球队的主场，直到2013年Tele2體育館启用。佐加頓斯體育會女子足球队则一直到2018年使用它作为主场。体育场内有一佐加頓斯體育會办公室

体育会最早的徽章是圣安德鲁十字内一颗有四个光芒的银星，上面有一面盾牌，里面写这DIF。这颗星与体育会今天使用的那颗类似。今天的徽章是一面黄红蓝三色的盾牌，里面有D.I.F.的字样，它是1896年启用的。据一首1908年的诗徽章中的蓝色和黄色代表瑞典，红色代表热爱。黄色和蓝色也是斯德哥尔摩市的颜色，而红色和蓝色则是斯德哥尔摩县的颜色。
黄红蓝也是体育会的颜色。体育会的标志被注册商标，使用的颜色通过彩通、印刷四分色模式和网页颜色数值明确规定。许多体育项目——包括足球、班迪球和手球——球队的主场球衣由淡蓝色和深蓝色的竖直道组成。因此蓝色被看作是三种颜色中最重要的。冰球队的球衣是蓝色的，上面有黄色和红色的细节。

## 分会
佐加頓斯體育會有众多分会，每个分会从法律上都是各自的组织，拥有自己的财政和体育责任，但是它们都分享同一名称、标志、价值观和互相支持。

### 主要分会
- 男子足球
- 女子足球
- 男子冰球
- 女子冰球

### 其它分会
- 高山滑雪
- 美式足球
- 班迪球
- 篮球
- 男子沙灘足球
- 女子沙滩足球
- 乒乓球
- 地擲球
- 保齡球
- 拳击
- 摔跤
- 板球
- 击剑
- 田径
- 室内五人制足球
- 高爾夫球
- 手球
- 残疾人足球
- 软式曲棍球
- 花样滑冰
- 定向運動

### 前分会
佐加頓斯體育會过去也还有过一些其它体育运动的分会，比如跳台滑雪曾经50年是瑞典最强的体育会。

## 粉丝和粉丝文化
佐加頓斯體育會是瑞典人气最高的体育会，其中大多数会员和支持者住在斯德哥尔摩及其郊区。斯德哥尔摩的其它体育会一般被看作是各个市区的体育会，只有佐加頓斯體育會被看作是一个跨斯德哥尔摩的体育会。关于佐加頓斯體育會支持者的分布没有研究，但是2015年一次T恤衫的活动似乎表明其支持者平均分布在斯德哥尔摩各个市区。
1981年主支持者俱乐部“蓝色天使”成立，由于它的成员名声很坏，后来它的名字被改为铁炉。
克里斯特·富格莱桑曾经在太空展示佐加頓斯體育會的会旗，佐加頓斯體育會的会旗也曾经被展示在喜马拉雅山上。
佐加頓斯體育會在其历史上推出众多不同的纪念品。被命名为“铁兔”的毛絨玩具兔也是被出售的佐加頓斯體育會代表之一。

### 体育会啤酒
在体育会历史上有一些啤酒专门被酿制做体育会啤酒卖。

### 著名支持者
- 卡尔十六世·古斯塔夫，瑞典国王[13]
- 弗雷德里克·赖因费尔特，前瑞典首相[13]
- 奥洛夫·帕尔梅，前瑞典首相[14]
- 史蒂芬·佩尔森，前H&M首席执行官[15]
- 思文凯，企业家
- 克里斯特·富格莱桑，宇航员[16]
- 羅賓·索德靈

## 密切合作组织
以下独立非盈利组织与佐加頓斯體育會有官方密切合作：
- 佐加頓斯體育會支持者俱乐部
- 老佐加頓斯协会
- 佐加頓斯精神
- 佐加頓斯體育會档案馆